# 葡萄牙地區調協部
葡萄牙地區調協部是葡萄牙第一至四屆臨時政府的一個部門，前身為葡萄牙海外部。
1974至1975年間四屆臨時政府的地區調協部長職務皆由歐達琛擔任。